# Parraca
La parraca (Picris hieracioides) és una espècie de planta amb flor dins la família asteràcia. A la Catalunya Central és una de les poques plantes silvestres florides que hi ha a mitjans d'agost. L'epítet del seu nom científic: hieracioides fa referència a la seva semblança amb les plantes del gènere Hieracium.

## Descripció

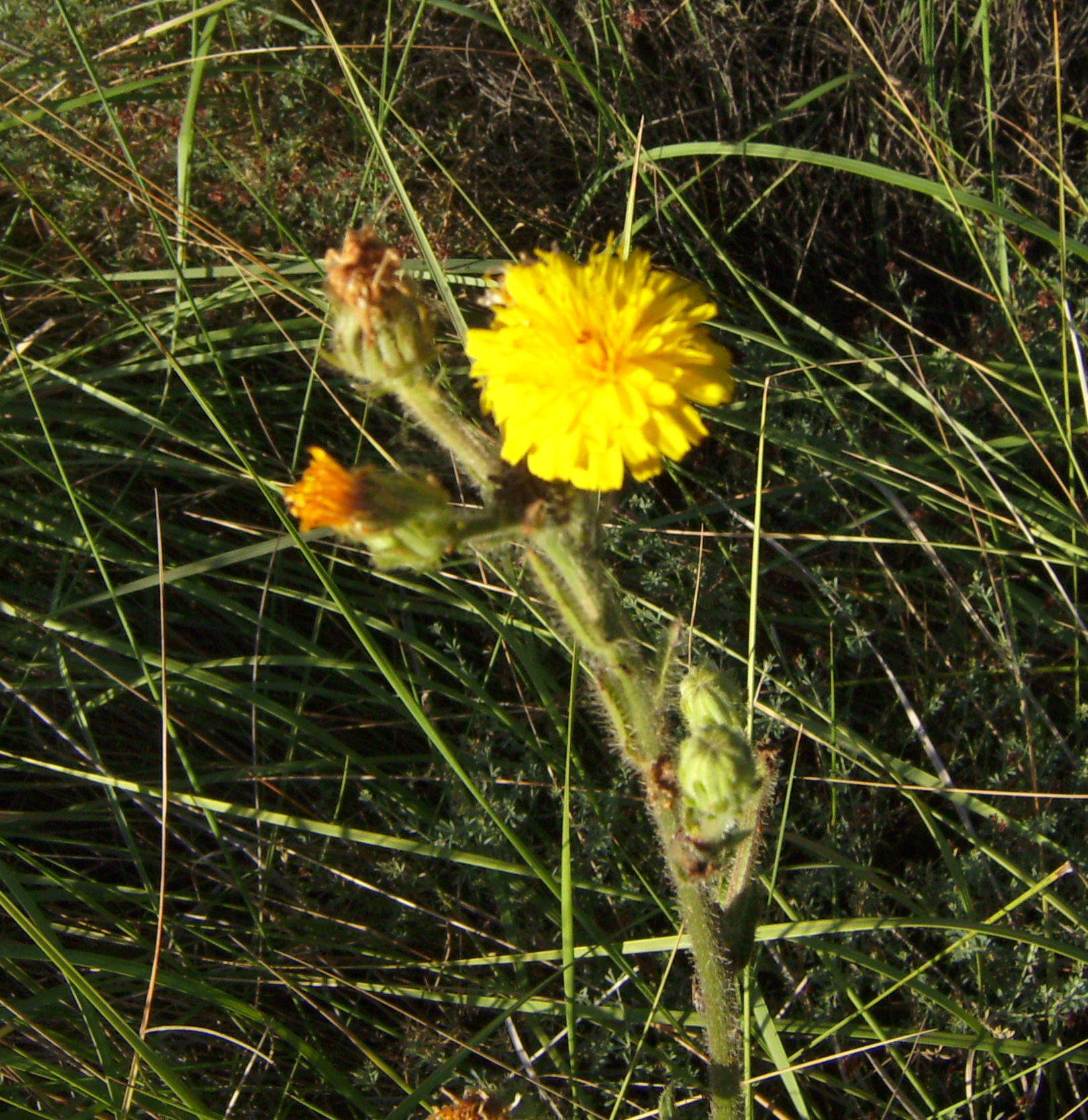
Flors i involucres de la parraca

Involucre de 8 a 13 mm de longitud;aquenis de 3 a 6 mm;planta de 15 a 100 cm, amb tiges folioses en general ramificades. És una herba biennal (o perenne) erecta o difusa;fulles oblongues de 6-20 x 1-5 cm, irregularment dentades o pinnatifides. Flors grogues. Floreix de maig a setembre. És una espècie polimorfa amb cinc subespècies als Països Catalans: spinulosa, longifolia, villarsii, rielii, hieracioides.

## Hàbitat
Fenassars, pedrusques, etc. Des del nivell del mar a 2000 m d'altitud. Es troba a tot Europa en general per sota dels 60º de latitud. Manca a les illes Balears 